# Solomon R. Guggenheim
Solomon Robert Guggenheim (Filadelfia, 2 de febrero de 1861-Nueva York, 3 de noviembre de 1949) fue un coleccionista de arte y filántropo estadounidense.

## Biografía
Solomon nació en Filadelfia, Pennsylvania. Era el hijo de una familia judía cuyo padre fue Meyer Guggenheim y sus hermanos Simon, Benjamin, Daniel y otros cuatro. Cursó estudios en Suiza, retornando posteriormente a Estados Unidos para trabajar en los negocios de la familia en la minería y metalurgia, años más tarde funda la Yukon Gold Company en Alaska. En 1904 se constituye en el primer presidente de la recién formada Braden Copper Company, mina que llegaría a ser la mina subterránea más grande del mundo.  Se retira de los negocios en 1919 para dedicarse a su colección de arte, gracias a su amiga, la pintora alemana Hilla Rebay, y en 1937 crea la Fundación Solomon R. Guggenheim para apoyar el desarrollo y difusión del arte moderno. Fallece en 1949.
El Solomon R. Guggenheim Museum en la ciudad de Nueva York, que fue construido entre 1955 y 1959 fue diseñado por Frank Lloyd Wright y fue bautizado en su honor. Muchas de las obras de la colección del museo provienen de la colección personal de Solomon.
Entre sus hijos se destacan Eleanor Guggenheim (luego convertida en Lady Castle Stewart), y Gertrude Guggenheim.